# 聖イレーネに介抱される聖セバスティアヌス
『聖イレーネに介抱される聖セバスティアヌス』（せいイレーネにかいほうされるせいセバスティアヌス、仏: Saint Sébastien soigné par Irène, 英: Saint Sebastian Tended by Saint Irene）は、フランス17世紀の画家ジョルジュ・ド・ラ・トゥールが1649年頃に制作したキャンバス上の油彩画。パリのルーヴル美術館に所蔵されている。なお、ベルリン絵画館には、この作品の複製が所蔵されている。

## 歴史
ルーヴル美術館の『聖イレーネに介抱される聖セバスティアヌス』は、1945年にフランスのボワ＝アンズレーにある教区教会で発見された。その後、1979年にルーヴル美術館友の会により取得され、ルーヴル美術館に入った。ベルリン絵画館にある『聖イレーネに介抱される聖セバスティアヌス』は、長い間オリジナルであると考えられいたが、1972年にパリのオランジュリー美術館で開催されたラ・トゥールの大回顧展でルーヴルの作品と比較され、ルーヴルの作品がオリジナルであると判断された。一方、ベルリンの作品は、ジャック・トゥイリエにより、画家の息子であるエティェンヌがルーヴルの作品にもとづいて制作した複製 (ラ・トゥール自身も加筆した) であると見なされた。
ある古文書には、「制作したジョルジュ・ド・ラ・トゥールに700リーヴル支払われ、1649年末にリュネヴィルの町からロレーヌ総督アンリ・ド・ラ・フェルテ＝センヌテールに贈られた『聖セバスティアヌス』」という作品について言及されているが、元来、ルーヴルの作品はこの作品と関連付けられている。

## 解説
前景には、矢を射られた若き美貌の聖セバスティアヌスが横たわっている。聖セバスティアヌスはかつてのヨーロッパをたびたび襲った感染症ペストから人々を守護してくれると考えられた聖人である。1626年から1631年にかけてロレーヌ地方で流行したペストでラ・トゥールの弟子や甥がなくなっていることがわかっており、本作はそのことと結び付けられている。
この主題は、イタリアのバロック期の巨匠カラヴァッジョ派の画家たちに多く、新しいものではない。技法的にも、本作にはカラヴァッジョの明暗法が用いられているが、カラヴァッジョの激しい動きは消し去られ、ひたすら静かな瞑想的世界となっている。
ベルリンの作品は保存状態がよく、鮮明でコントラストが明瞭であるが、色合いは温かみに欠けている。一方、ルーヴルの作品はところどころすり減って、かなりひび割れているが、仕上がりは繊細で色合いも微妙である。全体のピンクの色調の中でヴェールの青が際立っている。ベルリンの作品のヴェールは黒であるが、これは安価な顔料を使ったために時間とともに変色してしまったことによる。ベルリンの作品がルーヴルの作品の複製であると見られる所以である。
本作にはキュビスムを思わせる幾何学的な様式が見られる。聖セバスティアヌスの遺体に見られる横の線、彼を見守る聖女たちの身体が形成する垂直線に加え、聖女たちの卵形の顔。彼女たちの身体、手にかざす灯火の筒、柱は円筒形である。その立体感を出すために衣装の襞は抑えられている。